# Вернон, Итан
Итан Вернон (англ. Ethan Vernon; род. 26 августа 2000, Бедфорд, Восточная Англия) — британский трековый и шоссейный велогонщик, в настоящее время выступает за команду UCI ProTeam Israel-Premier Tech.

## Биография
До 14 лет Вернон выступал в BMX, затем переключился на шоссейные и трековые гонки. В 2017 и 2018 годах выиграл в общей сложности пять титулов чемпиона Италии по трековому велоспорту среди юниоров. Также завоевал серебряную медаль в индивидуальной гонке преследования на чемпионате мира по трековому велоспорту среди юниоров 2018 года. Представлял Уэльс на Играх Содружества 2018 года в трёх видах, заняв четвёртое место в командной гонке преследования. Также выступал за Великобританию в командной гонке преследования на чемпионате мира по трековому велоспорту 2018, где команда заняла третье место в Лондоне. В 2020 году завоевал свой первый подиум на элитном уровне, став серебряным призёром в гите на чемпионате Европы.
В 2021 году был отобран в командную гонку преследования на летних Олимпийских играх 2020 года, где команда заняла 8-е место в финале. В том же году команда заняла третье место на чемпионате мира по трековому велоспорту.
В 2021 году Вернон одержал свою первую значительную победу в шоссейной гонке, выиграв четвертый этап Тур де л’Авенир в спринте. Месяц спустя он занял седьмое место на чемпионате мира в индивидуальной гонке с раздельным стартом до 23 лет.
В 2022 году заключил двухлетний контракт с командой Quick Step-Alpha Vinyl. В марте выиграл пятый этап Вуэльты Каталонии, что стало его первой победой на профессиональном уровне. В сентябре Вернон одержал две победы подряд на Туре Словакии, взяв пролог и первый этап.
В январе 2023 года Вернон выиграл Trofeo Palma, свою вторую гонку в сезоне. Месяц спустя он выиграл первые два этапа Тура Руанды, а затем первый этап Тура Романдии в апреле. В начале августа вернулся на трек, завоевав свой первый титул на элитном чемпионате мира в гонке на выбывание. Через несколько недель он вернулся в шоссейные гонки, победив в прологе Тура Дойчланда.
В том же месяце он объявил о подписании трёхлетнего контракта с Israel-Premier Tech, начиная с 2024 года. В 2024 году выиграл свою первую гонку в году: начальный этап Тур дю От-Вар в феврале. В мае принял участие в своем первом Гранд-туре: Джиро д’Италия. На летних Олимпийских играх в Париже стал обладателем серебряной медали в командной гонке преследования.

### Рейтинги
| Год                 | 2019   | 2020 | 2021  | 2022  | 2023  | 2024  |
| ------------------- | ------ | ---- | ----- | ----- | ----- | ----- |
| Мировой рейтинг UCI | 1685-й | -    | 728-й | 347-й | 159-й | 340-й |
| Европейский тур UCI | 1116-й | -    | 573-й | 277-й | -     | -     |
|                     |        |      |       |       |       |       |
| Источник: UCI       |        |      |       |       |       |       |